# Flemmingen
Flemmingen is een plaats in de Duitse gemeente Naumburg (Saale), deelstaat Saksen-Anhalt, en telde 452 inwoners per 31 januari 2020. 
Het ruim 2 km ten zuiden van dit dorp gelegen plaatsje Neuflemmingen, een na 1948 samen met Neujanisroda als nieuw boerendorp opgezette nederzetting, had op dezelfde datum 38 inwoners. Deze twee aan de Bundesstraße 88 gelegen nederzettingen vormden tot aan de Wende één geheel. Het stuk aan de westkant van de weg werd echter, in het kader van twee verschillende gemeentelijke herindelingen, bij Flemmingen gevoegd en het stuk ten oosten ervan bij Janisroda.
Flemmingen zelf ligt direct ten zuidwesten van de stadsrand van Naumburg, één kilometer ten westen van de B88. Flemmingen wordt in het westen door een bosperceel gescheiden van het kuurpark van Bad Kösen.
Tot en met het eerste kwart van de 12e eeuw lag hier een door een Slavisch volk bewoond dorpje Tribun. Daarna vestigden zich hier, in het kader van de Oostkolonisatie, Hollandse en Vlaamse boeren en ambachtslieden. Wellicht is de plaatsnaam Flemmingen een verbastering van Vlamingen. In de periode daarna, wel tot het midden van de 20e eeuw, werd het dorp door steeds andere heren bestuurd, en lag in steeds andere Saksische hertogdommen, bisschoppelijk land of vanaf 1806 Duitse deelstaten. Het dorp, gelegen op een vruchtbaar lössplateau, heeft steeds een agrarisch karakter behouden.
De monumentale, na de Reformatie evangelisch-lutherse Sint-Luciakerk van Flemmingen dateert gedeeltelijk nog uit de 12e eeuw en vertoont romaanse stijlkenmerken. Enige muurschilderingen in de kerk uit die tijd zijn gedeeltelijk behouden gebleven. De kerk werd later, in de 16e eeuw in gotische en in de 18e eeuw in barokstijl verbouwd.

## Afbeeldingen

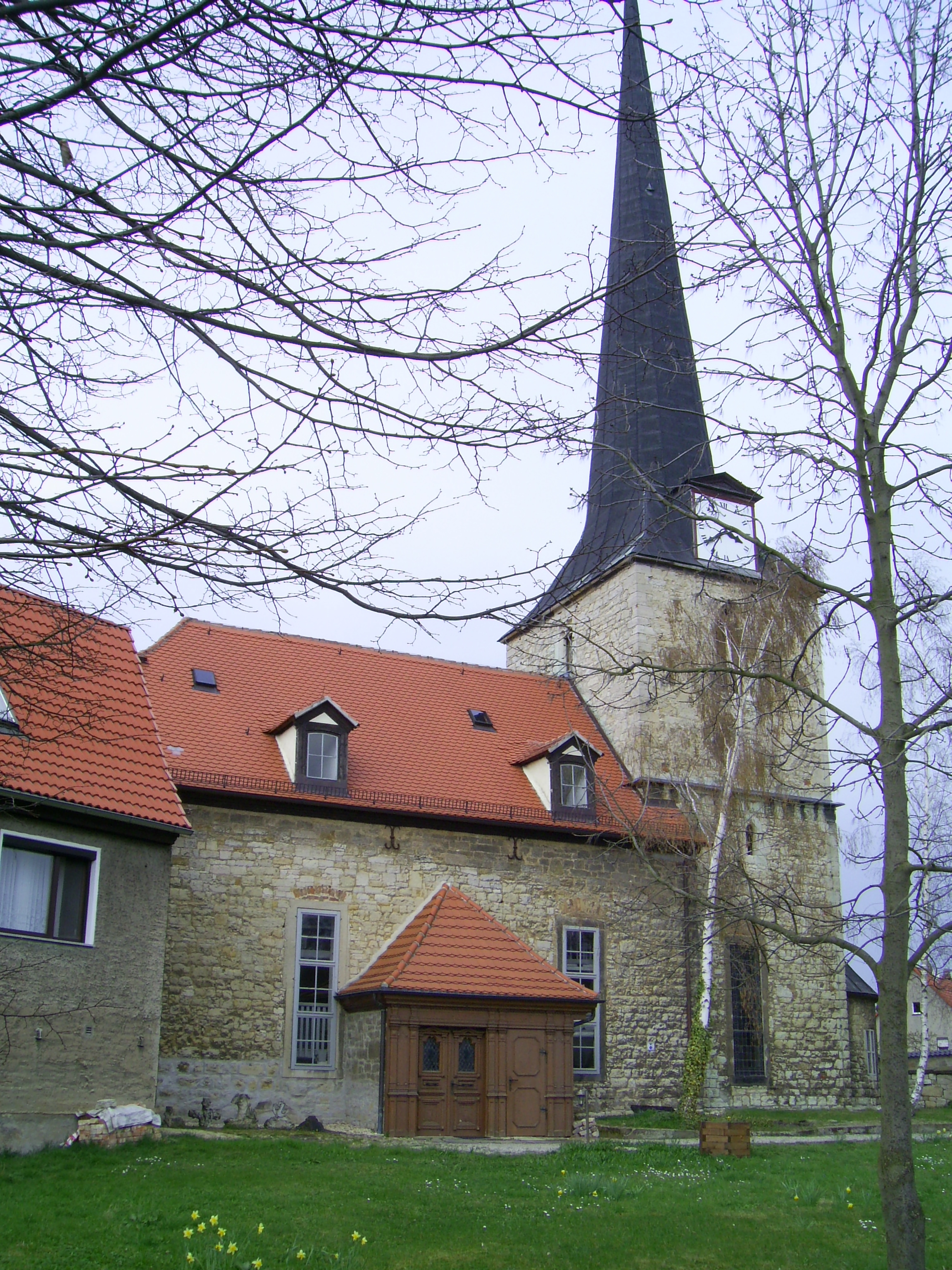
Kerk van St Lucia